# Araucanioperla
Araucanioperla is een geslacht van steenvliegen uit de familie Gripopterygidae. De wetenschappelijke naam van het geslacht is voor het eerst geldig gepubliceerd in 1963 door Illies.

## Soorten
Araucanioperla omvat de volgende soorten:
- Araucanioperla brincki (Froehlich, 1960)
- Araucanioperla bullocki (Navás, 1933)